# Akane-banashi
Akane-banashi (яп. あかね噺, укр. Оповідь про Акане) — японська серія манґи, написана Юкі Суенаґою та проілюстрована Такамаою Моуе. Історія розповідає про підлітка Акане Осакі, яка прагне досягти найвищого рангу в ракуґо, частково, щоб помститися за свого батька, якого виключили з професії шістьма роками раніше. Манґа публікується в журналі Weekly Shonen Jump видавництва Shueisha з лютого 2022 року, а станом на вересень 2025 року глави зібрані у 18 томів. Прем'єра аніме-серіалу студії Zexcs запланована на 2026 рік.
Akane-banashi отримав позитивні відгуки і був номінований на Next Manga Award 2022 року, 16-ту премію Manga Taishō та 47-му Kodansha Manga Award.

## Сюжет
У дитинстві Акане захоплювалася своїм батьком і його ракуґо — традиційною японською формою оповіді, де самотній виконавець, якого називають ракуґока, зображує довгу, складну і зазвичай смішну історію за участю кількох персонажів, які відрізняються зміною висоти голосу, тону, легкими поворотами голови та рухами рук, і все це, сидячи на місці. Але коли вона навчалася в початковій школі, її батька та всіх інших учнів виключили зі школи Аракава під час вступного іспиту на отримання третього і найвищого рангу ракуґо — шінучі. Шість років потому Акане, яка таємно брала уроки у колишнього вчителя свого батька, вирішує стати шінучі школи Аракава, щоб помститися за батька і довести, що ракуґо — це справжня професія.

## Персонажі
Акане Осакі (яп. 桜咲朱音)
17-річна старшокласниця, яка захопилася ракуґо, спостерігаючи за своїм батьком Тору (яп. 徹), колишнім ракуґокою, відомим як Шінта Аракава (яп. 阿良川志ん太). У дитинстві вона злилася, коли однокласники або їхні батьки зневажливо ставилися до її батька через обрану ним професію, і ненавидить те, що він був змушений відмовитися від своєї мрії і влаштуватися на «справжню роботу». Після закінчення школи Акане збирається стати офіційною ученицею ракуґоки, починаючи з першого рангу, відомого як дзендза, під керівництвом Шіґуми Аракави.
Шіґума Аракава (яп. 阿良川志ぐま)
Майстер номер два у школі Аракава, який спеціалізується на сентиментальних історіях у стилі ніндзьо-банаші і який навчав батька Акане. Після того, як Шінту виключили, Шіґума відчув, що більше не може брати учнів. Але він таємно навчав Акане ракуґо протягом останніх шести років і погоджується офіційно взяти її до себе в учениці після закінчення школи, що відбувається незвично пізно.
Ґуріко Аракава (яп. 阿良川ぐりこ)
Новий учень майстра Шіґуми, який приєднався до школи незадовго до того, як Шінту виключили з неї, і лише нещодавно досяг другого рангу ракуґо футацуме.
Кьоджі Аракава (яп. 阿良川享二)
28-річний футацуме на дев'ятому році навчання в ракуґо під керівництвом майстра Шіґуми. Відтоді, як Шінту виключили, Кьоджі — прихильник суворої дисципліни, який тримає інших учнів у рамках. Його серйозність робить жарти в ракуґо ще кумеднішими. Він легкий на підйом і п'яніє після одного ковтка алкоголю. Він пропонує взяти Акане під своє крило.
Коґума Аракава (яп. 阿良川こぐま)
29-річний футацуме на 11-му році навчання в ракуґо під керівництвом майстра Шіґуми. Випускник Токійського університету і найкращий теракойя школи Шіґума; майстер старих літературних вчень. Він ретельно вивчає кожну історію ракуґо, яку виконує, включаючи повсякденні звичаї того часу, з якого вона походить, і перетворюється на сцені на зовсім іншу людину, як за зовнішністю, так і за манерою поведінки.
Майкеру Аракава (яп. 阿良川まいける)
Футацуме і найстарший учень майстра Шіґуми. Вважає себе дамським угодником.
Ішшьо Аракава (яп. 阿良川一生)
Майстер номер один у школі Аракава, який вважається одним з найвидатніших ракуґок свого покоління. Шість років тому він був головним суддею, який виключив батька Акане та інших претендентів на шінучі.
Кайсей Аракава (яп. 阿良川魁生)
Противний футацуме під керівництвом майстра Ішшьо. Він досяг цього звання у 19 років, лише після двох років навчання. Він особливо вправний у зображенні спокусливих персонажів, що робить його дурнуваті образи ще більш виразними.

## Виробництво

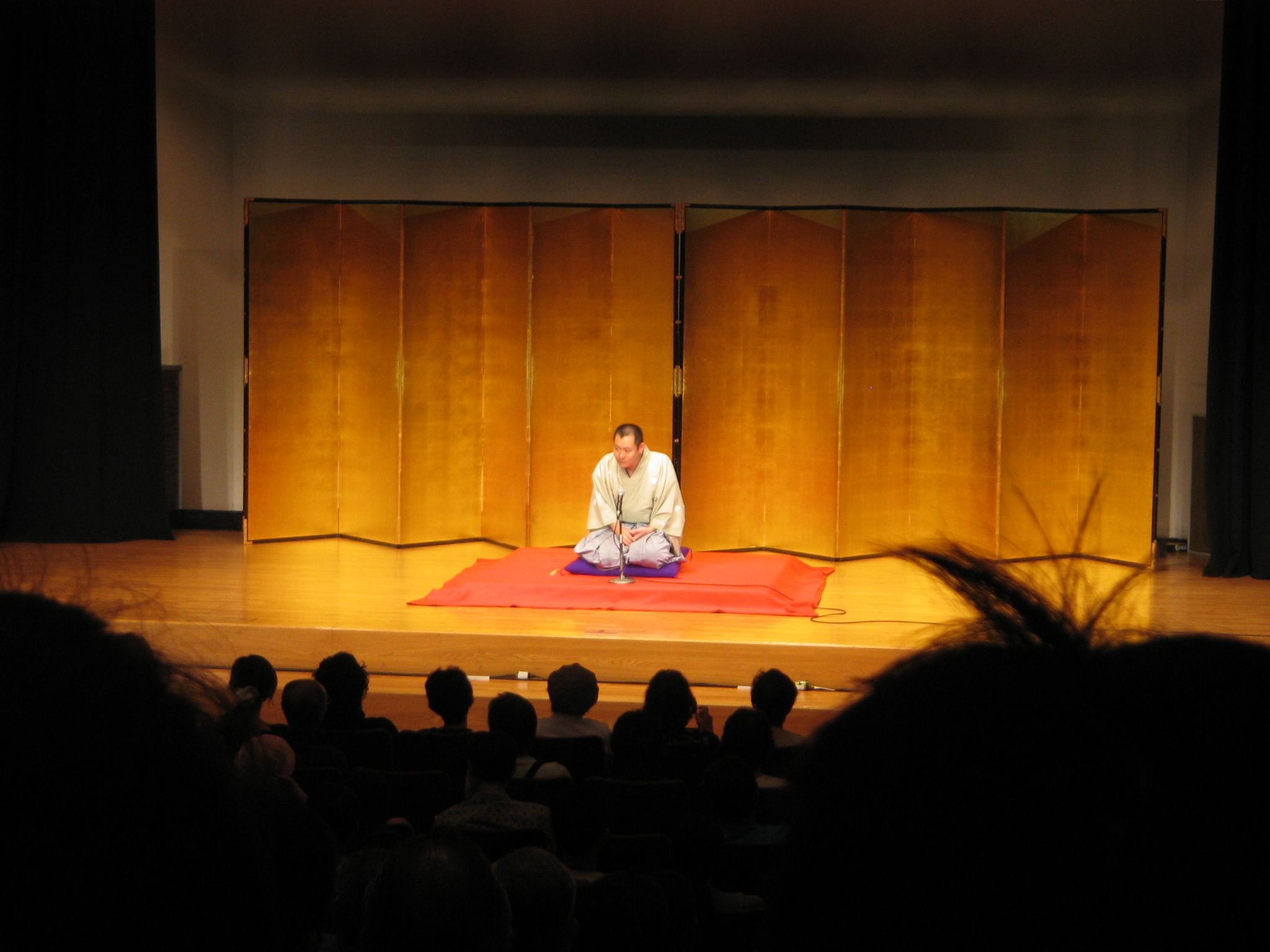
Вистава ракуґо

Автор Юкі Суенаґа стверджував, що історія Akane-banashi виникла з Акане, персонажа, якого він створив, але не знав, що з ним робити. Як шанувальник мандзай і конте, він був зацікавлений у ракуґо, але вважав, що це надто складне мистецтво. Підозрюючи, що є багато людей, які відчувають те ж саме, і що це буде несподівано для персонажа, він вирішив, що Акане виконуватиме ракуґо. Суенаґа заявив, що оскільки він є новачком у ракуґо, він може передбачити речі, про які читачі можуть не знати, і може зобразити їх у манзі таким чином, щоб вони зрозуміли. Серіалізація Akane-banashi була запропонована восени 2021 року. За допомогою ракуґоки Кейкі Хаяшії, який керує ракуґо в манзі, Суенаґа опитав понад 20 ракуґок, включаючи Момоку Чокаро та Міяджі Кацуру.
Художник Такамаса Моуе сказав, що коли вперше почув про серіал, він знайшов його цікавим, але хвилювався, чи читачі Weekly Shōnen Jump зацікавляться ракуґо. Усвідомлюючи, що його завданням було зацікавити читачів, він намагався емоційно занурити їх у світ персонажів, а також розширити рамки, щоб звернутися до тих, хто не знайомий з ракуґо. Мауе, який раніше лише побіжно цікавився ракуґо, сказав, що йому було цікаво досліджувати це для Akane-banashi. Щоб намалювати сцени ракуґо в манзі, Моуе слухає виконання відносної історії та думає, як передати швидкість та інтонацію.
Оглядач Gendai Business Кенічіро Хорі писав, що школа Аракава змодельована за реальною школою ракуґо Татекава, вчитель якої, Данші Татекава VII, вигнав групу дзендза в 2002 році, відчувши, що вони недостатньо показують намагання досягти футацуме. Хоча Казухіро Іто з Good Life with Books також зазначив схожість, він повідомив, що Суенаґа заявив, що Ішшьо Аракава натомість був створений за зразком Еншо Санютей VI. Хорії також зазначив, що кафе Rakugo, яке ми бачимо в серіалі, змодельоване за зразком реального кафе зі схожою назвою в Джінбочо, Токіо. За словами Хаяшії, театри Ясака-тей та Едобасі-тей у манзі були створені відповідно за зразком Суехіро-тей у Шінджюку та Оедо Ніхонбаші-тей у Ніхонбаші. Для кольорової титульної сторінки 29-го розділу Моу надихнувся Клубом «Сніданок». Фестиваль Шікісай, зображений у манзі, був створений за зразком фестивалю Шаракусай Асоціації Ракуґо. Оповідь «Гібоші», описана в розділі 87, є маловідомою історією ракуґо, яку відновив Кіотаро Янагія. Суенаґа заявив, що отримав дозвіл використовувати її в Akane-banashi.

## Медіа

### Манґа
Написаний Юкі Суенаґою та проілюстрований Такамасою Моуе, Akane-banashi розпочав серіалізацію в 11-му номері Weekly Shōnen Jump 14 лютого 2022 року. За ракуґо в серіалі керує професійний ракуґока Кейкі Хаяшія. Перший том видавництва Shueisha був випущений 3 червня 2022 року.

#### Список томів
| №  | Дата виходу      | ISBN                   |
| -- | ---------------- | ---------------------- |
| 1  | 3 червня 2022    | ISBN 978-4-08-883150-3 |
| 2  | 4 серпня 2022    | ISBN 978-4-08-883193-0 |
| 3  | 4 жовтня 2022    | ISBN 978-4-08-883260-9 |
| 4  | 2 грудня 2022    | ISBN 978-4-08-883419-1 |
| 5  | 3 березня 2023   | ISBN 978-4-08-883427-6 |
| 6  | 2 червня 2023    | ISBN 978-4-08-883492-4 |
| 7  | 4 серпня 2023    | ISBN 978-4-08-883592-1 |
| 8  | 4 жовтня 2023    | ISBN 978-4-08-883691-1 |
| 9  | 4 грудня 2023    | ISBN 978-4-08-883791-8 |
| 10 | 4 березня 2024   | ISBN 978-4-08-883822-9 |
| 11 | 2 травня 2024    | ISBN 978-4-08-884023-9 |
| 12 | 4 липня 2024     | ISBN 978-4-08-884114-4 |
| 13 | 4 вересня 2024   | ISBN 978-4-08-884165-6 |
| 14 | 1 листопада 2024 | ISBN 978-4-08-884284-4 |
| 15 | 4 лютого 2025    | ISBN 978-4-08-884431-2 |
| 16 | 4 квітня 2025    | ISBN 978-4-08-884449-7 |
| 17 | 4 червня 2025    | ISBN 978-4-08-884559-3 |
| 18 | 4 вересня 2025   | ISBN 978-4-08-884650-7 |

### Аніме
4 серпня 2025 року було оголошено про створення телевізійної аніме-адаптації. Виробництвом займатиметься компанія Zexcs, режисером стане Аюму Ватанабе, сценаристом — Мічіхіро Цучія, дизайнером персонажів — Кіі Танака, який також буде головним режисером анімації, а композитором — Акіо Ідзуцу. Прем'єра запланована на 2026 рік у програмі IMAnimation на телеканалі TV Asahi та його філіях, а також на BS Asahi.

### Інші медіа
Перший розділ Akane-banashi отримав коміксну адаптацію, де озвучення акторів, музика та звукові ефекти звучать під час появи зображень манґи на екрані. Відео було завантажено на офіційний YouTube канал Jump Comics у двох частинах 4 та 5 червня 2022 року. Акане та її батька озвучують Акане та Каппей Ямаґучі. Крім того, що сім'я Ямагучі є справжніми донькою та батьком, вони також є ракуґоками.

## Сприйняття
Станом на вересень 2022 року зібрані томи Akane-banashi мали тираж понад 200 000 примірників, а перший том перевидавався чотири рази. Після випуску 10 тома в березні 2024 року тираж манґи становив 1,5 мільйона копій. Серіал також порекомендували Ейітіро Ода та Хідеакі Анно. Він був номінований на Next Manga Award 2022 року у категорії друкованої манґи та посів 3 місце з 50 номінантів. Манґа посіла четверте місце у виданні 2023 року Kono Manga ga Sugoi! від Takarajimasha у списку найкращих манґ для читачів-чоловіків. Вона посіла третє місце у загальнонаціональному рейтингу коміксів, рекомендованих працівниками книжкових магазинів у 2023 році. Akane-banashi посіла друге місце в 16-му Manga Taishō, програвши Kore Kaite Shine на два бали. Серіал також був номінований на 47-му премію Kodansha Manga Award у категорії сьонен у 2023 році. Публічна бібліотека Нью-Йорка включила Akane-banashi до списку найкращих книг для підлітків 2023 року. Річард Айзенбайс з Anime News Network вибрав її найкращою новою манґою 2023 року, а Брігід Алверсон із School Library Journal включила її до 10 найкращих манґ 2023 року. Асоціація молодіжних бібліотечних послуг включила перший том Akane-banashi до списку чудових графічних романів для підлітків 2024 року.
Стівен Блекберн з Screen Rant високо оцінив перший розділ Akane-banashi. Він писав, що раптова зміна головних героїв від Шінти, «стереотипного героя, який втілює все, що робить сьонен [манґу] успішною», до Акане, нетрадиційну героїню, яка по суті є вундеркіндом, вже робить останнього персонажа переконливим. «Досягти цієї динаміки важко, але Akane-banashi якимось чином досягла успіху ще до того, як все почалося». У рецензії для Multiversity Comics Зак Вілкерсон дав «надзвичайно чарівній і добре опрацьованій» першій главі оцінку 8,5, особливо похваливши ілюстрації Моу. Роббі Плезант з того самого веб-сайту дуже похвалив серіал та його мистецтво за успішне передавання того, як поведінка та голос виконавця змінюються під час виконання ним різних персонажів, незважаючи на те, що манґа є статичним і беззвучним засобом.
У травні 2022 року Кота Мукайхара з Real Sound написав, що Akane-banashi має стати проривним хітом. Він відчув, що, незважаючи на те, що прогрес Акане в ракуґо, здавалося, йшов надзвичайно швидко та плавно, оскільки вона ще не зіткнулася з важким випробуванням або не зазнала невдач у чомусь, це дозволяє читачам стежити за її зростанням без непотрібного стресу. Мукайхара припустив, що, хоча це могло бути просто тому, що манґа була ще новою і потребувала швидкого розвитку, щоб набрати обертів, вона підкреслює кмітливість Акане та глибину її рішучості та є свідченням чарівності персонажів і майстерності, з якою написана історія. Він також писав, що в той час як відкрита особистість і безпрецедентна майстерність Акане роблять її схожою на дивачку, її позитивність і приземлений характер роблять її симпатичним персонажем. Колега Блекберна Бен Соккол похвалив пізніші розділи серії за «знищення класичної арки турніру», написавши, що Akane-banashi виглядає свіжо та відрізняється від будь-чого іншого в Weekly Shōnen Jump і є однією з найзахопливіших манґ, які зараз виходять у журналі.